# コマ収差

コマ収差のモデル

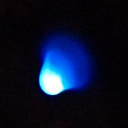
コマ収差の発生した像の例

コマ収差（コマしゅうさ、comatic aberration）とは、光軸外の1点を光源とする光が、像面において1点に集束しない収差をいう。
球面収差、非点収差、像面湾曲、歪曲収差と並んでザイデル収差の一つである。
コマとは頭髪のギリシア語で、点光源が散在する夜景などを撮影すると頭髪や彗星のように一方に尾を引いてボケた像となることが名称の由来である。不自然なアウトフォーカス像の原因にもなる。

## 解決手段
正弦条件を満たすとコマ収差は完全に除去される。F値を大きくすると減少し、F6以上ではほとんど気にならなくなる。